# 尤里·多尔戈鲁基
尤里·弗拉基米罗维奇·多尔戈鲁基（羅馬化：Yury Vladimirovich Dolgoruky；1099年—1157年5月15日），苏兹达尔王公（1125年起），佩列亚斯拉夫王公（1135年），基辅大公（1149年－1151年，1155年－1157年）。基辅大公弗拉基米尔·莫诺马赫的第7个儿子。他被认为是莫斯科这个古老城市的奠基人。

## 在罗斯托夫-苏兹达尔公国的作为
尤里·多尔戈鲁基的确切出生日期并无具体考证，但是在历史书籍中记载着他的哥哥维亚切斯拉夫·弗拉基米罗维奇对他说过的这么一句话：“我要比你年长许多，当你出生的时候我已经长有胡子了。”而维亚切斯拉夫的出生日期被认为是在1080年前后，因此可以推得尤里·多尔戈鲁基的出生日期大约是在1099年到1100年之间。
从1108年开始，直到尤里·多尔戈鲁基的父亲莫诺马赫在1125年去世前，他一直被父亲指派管理着辽阔的罗斯托夫-苏兹达尔公国（位于当时基辅罗斯的东北部）。在那之后（1125年），尤里·多尔戈鲁基决定将公国的首都从罗斯托夫迁往苏兹达尔，其原因据说是因为与罗斯托夫当地的贵族不合导致的。
当时的罗斯托夫-苏兹达尔公国人口比较稀少，所以环境相比南方而言较为严酷，但是尤里·多尔戈鲁基仍然十分珍视这片广袤富饶的土地。他建立了许多城镇要塞，并且采取优惠的政策从其他公国吸引了许多农民前来自己的土地，例如他于1134年建立的科斯尼亚京，于1152年建立的佩列斯拉夫尔-扎列斯基和尤里耶夫-波利斯基，于1154年建立的德米特罗夫。特维尔、科斯特罗马和沃洛格达的建立者同样也被认为是尤里·多尔戈鲁基。
同时他也是一个野心极大的人，他渴望获得尽可能多的统治权；他不光把注意力放在巩固自己北方的领土上，同时他还觊觎着基辅的王位。因为他积极地参与南方发生的各种纷争中，因此在他死后，编年史作者给他取了一个恰如其人的绰号：“Долгорукий”，直译为“长手臂”。在多年的争夺基辅王位的战争中，他拉拢了许多别的公国的大公参与并采用各种方法使他们支持他。

## 莫斯科的建立
莫斯科的建立被认为是在1147年。尤里·多尔戈鲁基在争夺基辅王位的一次战争后战斗获胜后，邀请了自己的盟友斯维亚托斯拉夫·奥利戈维奇去了一个叫莫斯科的边界地点庆祝自己的胜利，这也是历史上第一次提及莫斯科这个地方。而后，俄罗斯人便把这一年作为莫斯科的诞生的日子。
在随后的1156年，尤里·多尔戈鲁基加固了莫斯科的防御设施--在周边安置了木墙以及挖掘了护城河，从此莫斯科初具成形。
在特维尔大街市政府前广场上，竖立有尤里·多尔戈鲁基的纪念像，并以头戴战盔，身披铁甲，左手持盾，双腿跨马姿态示人。那是莫斯科市民为了庆祝并纪念莫斯科成立800周年而在1954年专门为他竖立的，之后这座雕像以及周围的广场便成为了莫斯科一处很著名的景观。

## 基辅王位争夺
尽管尤里·多尔戈鲁基是北方的王公，但他却总是把斗争的矛头指向罗斯南部，尤其是基辅。在经历了许多挫折之后（他有一次已经攻克了基辅，但后来又被大公伊贾斯拉夫二世·姆斯季斯拉维奇赶走），他终于在1155年打败了伊贾斯拉夫二世。尤里·多尔戈鲁基夺取了基辅大公这一并无太多实际意义的头衔，并建立起较为稳定的统治。然而，尤里·多尔戈鲁基的扩张行为招致南方王公的一致怨恨。1157年，他在基辅城一个大贵族举办的宴会上暴卒，很可能是被人投毒杀害了。尤里·多尔戈鲁基对南方的干预没有收获任何持久的效果，在他死后，他的继承人们仍然只能在东北罗斯活动。

## 家庭
尤里至少生有15个孩子，不过他们的母亲无法确认。
以下十一位子女相对年长，并且通常被认为是他第一个妻子所生。
1.佩列亚斯拉夫王公 罗斯提斯拉夫 (1151年4月6日卒)
2.库尔斯克王公 伊凡 (1147年2月24日卒)
3.奥尔加 (1189年卒) 嫁给加利奇王公 雅罗斯拉夫·奥斯莫梅斯尔
4.弗拉基米尔-苏兹达尔王公 安德烈一世 (约1111年 – 1174年6月28日)
5.玛丽亚 嫁给诺夫哥罗德-谢韦尔斯基王公 
奥列格·斯维亚托斯拉维奇
6.斯维亚托斯拉夫 (1174年1月11日卒)
7.雅罗斯拉夫 (1166年4月12日卒)
8.基辅的格列布 (1171年1月20日卒)
9.别尔哥罗德和图罗夫王公鲍里斯·尤里耶维奇 (1159年5月2日卒)
10.诺夫哥罗德王公姆斯季斯拉夫 (卒于1161年后)
11.苏兹达尔王公瓦西里科  (卒于1161年后)
以下四位子女相对年幼，并且通常被认为是他第二个妻子所生。
12.弗拉基米尔的米哈伊尔·尤里耶维奇 (1176年6月20日卒)
13.弗谢沃洛德三世·尤里耶维奇"大窝" (1154年 – 1212年4月12日)
14.达维德
15.雅罗波尔克

## 紀念
俄羅斯海軍北风之神级核潜艇首艘尤里·多爾戈魯基號潛艇。
| 尤里·多尔戈鲁基 留里克王朝出生于：約1099年逝世於：1157年5月15日 | 尤里·多尔戈鲁基 留里克王朝出生于：約1099年逝世於：1157年5月15日 | 尤里·多尔戈鲁基 留里克王朝出生于：約1099年逝世於：1157年5月15日 |
| 統治者頭銜                                                      | 統治者頭銜                                                      | 統治者頭銜                                                      |
| --------------------------------------------------------------- | --------------------------------------------------------------- | --------------------------------------------------------------- |
| 前任： 無                                                       | 羅斯托夫-蘇茲達爾公爵 1113年－1157年                            | 繼任： 安德烈·博戈柳布斯基                                      |
| 前任： 維亞切斯拉夫·弗拉基米羅維奇                              | 佩列亞斯拉夫王公 1135年                                         | 繼任： 安德烈·弗拉基米羅維奇                                    |
| 前任： 伊賈斯拉夫二世                                           | 基輔大公 1149年－1151年                                         | 繼任： 伊賈斯拉夫二世                                           |
| 前任： 羅斯季斯拉夫一世                                         | 基輔大公 1155年－1157年                                         | 繼任： 伊賈斯拉夫三世                                           |